# Remedios (huyện)
Huyện Remedios là một huyện (distrito) thuộc tỉnh Chiriquí ở Panama. Theo điều tra dân số năm 2000, huyện này có dân số 3489 người. Huyện Remedios có diện tích 168 km². Huyện lỵ đóng tại Remedios.